# Derry Cairngorm
Derry Cairngorm (gael. Càrn Gorm an Doire) – szczyt w paśmie Cairngorm, w Grampianach Wschodnich. Leży w Szkocji, w regionie Aberdeenshire.